# Röthelgraben (Rohrach)
Der Röthelgraben ist ein linker und östlicher Zufluss der Rohrach auf dem Hahnenkamm bei Heidenheim im mittelfränkischen Landkreis Weißenburg-Gunzenhausen.

## Verlauf
Der Bach entspringt auf einer Höhe von etwa 571 m ü. NHN südwestlich der verlassenen Krottenmühle und südlich von Heidenheim am Westsporn Schilzberg des Hörlesbucks im unteren Hangwald unweit eines Schullandheims. Er fließt, nachdem er bald die Krottenmühle passiert hat, mit kurzen Richtungsänderung insgesamt beständig nach Westsüdwesten durch den Schilzgrund und speist dabei mehrere Weiher. Meist recht nahe neben ihm laufen Feldwege. Der mit Abstand größte Weiher ist der Röthelweiher am Mittellauf auf etwa 521 m ü. NHN, er hat eine Wasserfläche zwischen 5 und 6 ha.
Der Baumbewuchs am Ufer, der bald nach der Mühle endete, setzt nach dem Röthelweiher wieder ein. Auf seinem Unterlauf zieht der Bach an der Einöde Mariabrunn vorbei, die etwa 200 Meter entfernt über dem Bach am Mittelhang steht. Nach einem Lauf von rund 1,5 Kilometern fließt der Röthelgraben schließlich etwa 800 Meter südlich der Siedlungsgrenze Heidenheims auf einer Höhe von 500 m ü. NHN von links in die Rohrach ein. Im oberen Mündungswinkel steht eine Kläranlage, nicht weit flussaufwärts mündet gegenüber ein aus den Sieben Quellen entspringender kurzer Bach und etwas weiter abwärts der längere Wiedereckgraben vom Kohlbrunnen her in die Rohrach.